# Nanny y el profesor

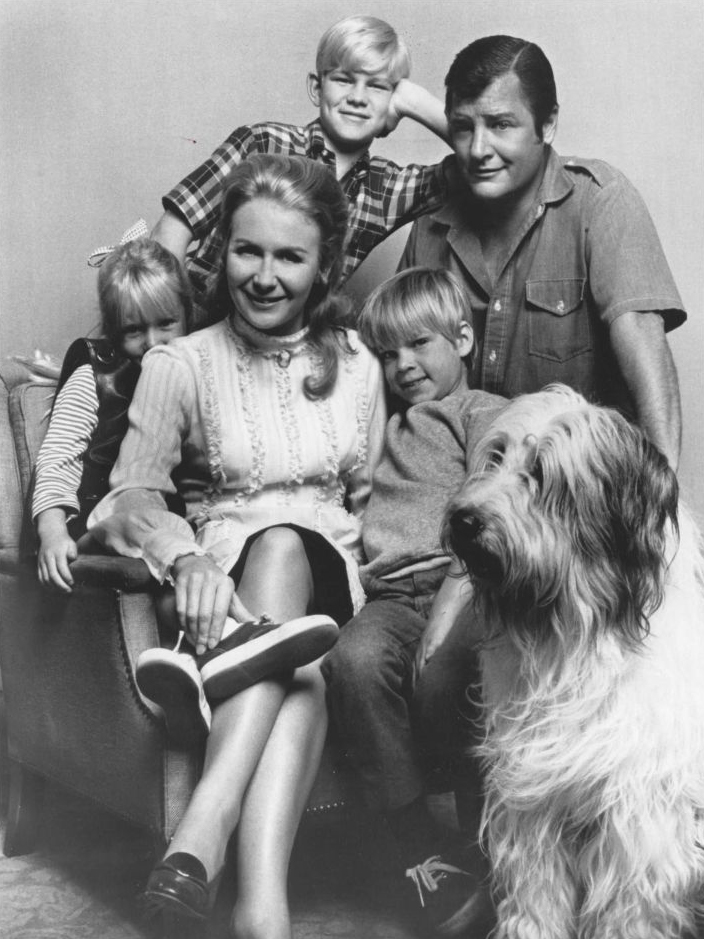
Foto publicitaria del estreno de la serie: Arriba: David Doremus y Richard Long. Abajo: Kim Richards, Juliet Mills, Trent Lehman y el perro "Waldo".

Nanny y el profesor (Nanny and the Professor) fue una comedia de situación producida por 20th Century Fox Television. La serie fue transmitida en Hispanoamérica en la década de los 70.

## Trama
Phoebe, aparentemente psíquica, tiene algunos poderes mágicos e intuición. Misteriosamente aparece un día a la puerta del recién enviudado profesor Everett, el cual necesita que alguien cuide a sus tres hijos:: Hal (David Doremus), Butch, (Trent Lehman) y Prudence (Kim Richards). El profesor, aunque ha salido frustrado ante niñeras anteriores, la convierte en su ama de llaves y la pone al cuidado de los niños. Phoebe le atribuye sus poderes a la fe y al amor, lo que hace ganar el afecto de la familia donde reside, aunque a veces los confunde un poco ante las situaciones.
Lo que nunca queda claro es si realmente Phoebe es una bruja, maga u otra cosa por el estilo; y tampoco se aclara el por qué de elegir precisamente a los Everett. En opinión de algunos televidentes es una versión menos cómica de Mary Poppins.

## Reparto
- Nanny Phoebe Figalilly - Juliet Mills
- Professor Harold Everett - Richard Long
- Tía Henrietta - Elsa Lanchester